# Тумі (село)
Тумі (вірм. Տումի), Біна (азерб. Binə) — село у Ходжавендський районі Азербайджана.

## Пам'ятки
У селі розташована церква «Кармір» 1000 р., цвинтар 9-19 століття, хачкар 12-13 століття, міст 12-13 ст., джерело 19 ст., фортеця «Дізапайт» (Глен кар) 9-13 ст.

## Люди
В селі народився Абраамян Сергій Гянджумович — вірменський мовознавець, академік НАН Вірменії. Його іменем названа місцева середня школа.